# Liste des souverains de Númenor
Voici la liste des souverains de Númenor, pays de l'univers inventé de J. R. R. Tolkien. Sauf autre indication, les dates sont celles du Second Âge.
| Rang | Nom                                    | Vie                 | Règne       | Notes |
| ---- | -------------------------------------- | ------------------- | ----------- | --- |
| 1    | Elros Tar-Minyatur                     | 532 P.A. - 442 S.A. | 32 - 442    | Fils d'Eärendil et frère d'Elrond. Lorsque les Valar donnent le choix de la race à laquelle lui et son frère souhaiteraient appartenir, il choisit les Hommes et devint le premier roi de Númenor sous le nom de Tar-Minyatur. |
| 2    | Vardamir Nólimon                       | 61-471              | 442         | Fils aîné d'Elros, ne règne pas effectivement sur l'île, mais transmet directement le Sceptre, symbole du pouvoir, à son fils Amandil : il fonde ainsi la coutume, qui se poursuit jusqu'à Tar-Ciryatan, que les rois cèdent le pouvoir à leur héritier quelques années avant leur décès, en pleine possession de leurs moyens. Vardamir est surnommé Nólimon car féru de science et de savoir. |
| 3    | Tar-Amandil                            | 192-603             | 442 à 590   | |
| 4    | Tar-Elendil                            | 350-751             | 590 à 750   | Il est surnommé Parmaitë pour les nombreux livres qu'il compile à partir du travail de son grand-père Vardamir. C'est sous son règne que les Númenóréens reviennent pour la première fois en Terre du Milieu (600). |
| 5    | Tar-Meneldur                           | 543-942             | 750 à 883   | Sa passion pour l'astronomie lui vaut le surnom de Meneldur, son véritable patronyme étant Irimon. Il renonce très tôt au pouvoir en faveur de son fils, doutant de ses capacités face au nouveau mal qui se relève en Terre du Milieu : Sauron. |
| 6    | Tar-Aldarion                           | 700-1098            | 883 - 1075  | De son nom de naissance Anardil. Passionné par les arbres et grand navigateur, il plante de nombreuses forêts afin d'alimenter en bois les nombreux chantiers de constructions navales qui naissent sous son règne. Il se rend aussi plusieurs fois en Terre du Milieu et devint l'ami et un fidèle soutien de Gil-galad dans la lutte contre le nouveau seigneur ténébreux, Sauron. Son mariage avec Erendis est malheureux, et elle ne lui donne qu'une fille, Ancalimë. Il modifie la loi de succession de Númenor, qui interdisait aux filles de régner, pour qu'elle puisse prendre le sceptre après lui. |
| 7    | Tar-Ancalimë                           | 873-1285            | 1075 - 1280 | Elle est la première reine souveraine de Númenor. Après la mort de son père, elle cesse toute relation avec Gil-galad. |
| 8    | Tar-Anárion                            | 1003-1404           | 1280 - 1394 | |
| 9    | Tar-Súrion                             | 1174-1574           | 1394 - 1556 | |
| 10   | Tar-Telperien                          | 1320-1731           | 1556 - 1731 | Deuxième Reine souveraine de Númenor. Ne voulant pas de mari, elle n'a pas de descendance et ne transmet donc pas le pouvoir de son vivant. À sa mort, le sceptre passe au fils d'Isilmo, son frère cadet. |
| 11   | Tar-Minastir                           | 1474-1873           | 1731 - 1869 | Ainsi nommé en raison de la tour qu'il bâtit sur la colline d'Oromet, au nord de Númenor, d'où il scrute l'Ouest. Il envoie une flotte au secours de Gil-galad lors de la première guerre contre Sauron en Eriador. |
| 12   | Tar-Ciryatan                           | 1634-2035           | 1869 - 2029 | Il conquiert de vastes territoires en Terre du Milieu pour assouvir sa soif de richesses. |
| 13   | Tar-Atanamir, dit le Grand             | 1800-2221           | 2029 - 2221 | Sous son règne, les Númenóréens commencent à extorquer un tribut aux Hommes moindres de la Terre du Milieu. Il est le premier à rejeter l'interdit des Valar et à se détourner d'eux, mais il craint encore de les attaquer ouvertement. Il est également le premier roi à refuser d'abandonner le pouvoir de son vivant. |
| 14   | Tar-Ancalimon                          | 1986-2386           | 2221 - 2386 | Sous son règne apparaissent les partis des Hommes du Roi, les plus nombreux, partisans de la rupture avec les Eldar et les Valar, et des Fidèles, qui tiennent à conserver l'amitié des Elfes. |
| 15   | Tar-Telemmaitë                         | 2136-2526           | 2386 - 2526 | Avide de métaux précieux et particulièrement du mithril, ce qui lui vaut son nom (qui signifie « Aux mains d'argent »). |
| 16   | Tar-Vanimeldë                          | 2277-2637           | 2526 - 2637 | Troisième Reine souveraine de Númenor, elle laisse le pouvoir effectif aux mains de son époux Herucalmo, un descendant au même degré de Tar-Atanamir. |
|      | Tar-Anducal                            | 2286-2657           | 2637 - 2657 | À la mort de sa femme, Herucalmo usurpe le trône (qui aurait dû revenir à leur fils Alcarin) sous le nom de Tar-Anducal. Il n'est pas compté parmi les rois légitimes de l'île. |
| 17   | Tar-Alcarin                            | 2406-2737           | 2637 - 2737 | Il n'a régné effectivement que quatre-vingts ans, mais on considère que son règne a duré cent ans, en ignorant donc l'usurpation de son père. |
| 18   | Tar-Calmacil                           | 2516-2825           | 2737 - 2825 | Il est le premier roi à voir son nom traduit en adûnaic : Ar-Belzagar. Il assume néanmoins le pouvoir sous son nom en quenya, par superstition. |
| 19   | Tar-Ardamin                            | 2618-2899           | 2825 - 2899 | Son nom adûnaic est Ar-Abattârik. |
| 20   | Ar-Adûnakhôr                           | 2709-2962           | 2899 - 2962 | Il ose s'opposer aux Valar et est le premier roi à assumer le pouvoir sous un nom adûnaic, traduction de son nom quenya Tar-Herunúmen. Ce nom est considéré par beaucoup comme blasphématoire et usurpé : en effet, dans les deux langues, il signifie « Seigneur de l'Ouest » et ce titre est normalement réservé à Manwë, premier des Valar. Il interdit l'enseignement des langues eldarines. Les visites des Eldar de Tol Eressëa se raréfient. |
| 21   | Ar-Zimrathôn                           | 2798-3033           | 2962 - 3033 | Son nom quenya est Tar-Hostamir. |
| 22   | Ar-Sakalthôr                           | 2876-3102           | 3033 - 3102 | Son nom quenya est Tar-Falassion. |
| 23   | Ar-Gimilzôr                            | 2960-3177           | 3102 - 3177 | Son nom quenya est Tar-Telemnar. Il interdit totalement l'usage des langues des Elfes, interdit aux Eldar d'accoster sur Númenor et punit leurs hôtes. Sa femme, Inzilbêth, est une Fidèle, qu'il avait épousée pour sa beauté. Elle élève leur fils aîné Inziladûn dans le respect des anciennes coutumes, tandis que leur second fils, Gimilkhâd (3044-3243), se montre le digne héritier de son père. |
| 24   | Tar-Palantir                           | 3035-3255           | 3177 - 3255 | Il est l'avant dernier roi de Númenor. Son nom adûnaic est Ar-Inziladûn. Lorsqu'il devient roi, il reprend un nom elfique, Tar-Palantir (« Qui voit au loin »), afin de tenter de renouer les liens avec les Eldar, rompus du fait de l'attitude des rois précédents. Pendant quelque temps, il apporte la paix aux Fidèles, auparavant persécutés. Il rend à l'Arbre Blanc les soins et les honneurs qui lui étaient dus. Cependant, son frère Gimilkhâd, qui était fort et brutal, s'oppose à lui et il prend la tête des Hommes du Roi, s'opposant ouvertement aux volontés du roi. Il meurt de chagrin et ne laisse qu'une fille, Míriel. |
| 25   | Ar-Pharazôn, dit le Vermeil ou le Doré | 3118-3319           | 3255 - 3319 | Son nom quenya est Tar-Calion. Il est le fils de Gimilkhâd, le frère cadet de Tar-Palantír. À la mort de ce dernier, il épouse de force sa cousine Míriel, contrevenant aux lois de l'île, et usurpe le trône. Orgueilleux, il désire par-dessus tout conquérir la Terre du Milieu : la puissance de Númenor atteint son apogée sous son règne, et s'oppose à celle de Sauron. En 3262, Ar-Pharazôn déploie une puissante armée et débarque sur le continent. Sauron feint de se soumettre et est emmené en otage sur Númenor, où il s'applique à corrompre l'esprit du roi : en quelques années, il devient son conseiller le plus écouté. Il persuade le roi de partir à la conquête de l'immortalité en allant envahir le Valinor, terre des Valar, sur Alcarondas son Navire. Ceux-ci prient Eru d'agir, et celui-ci intervient personnellement en engloutissant l'armée du dernier roi et toute l'île de Númenor. |
|      | Tar-Míriel                             | 3117-3319           |             | Elle est l'épouse d'Ar-Pharazôn de 3255 à 3319. Son nom adûnaic est Ar-Zimraphel. Lorsque Eru engloutit Númenor, Míriel tente d'escalader le Meneltarma pour se réfugier à son sommet, mais la grande vague qui submerge l'île l'emporte également. Il est dit dans l'Akallabêth qu'une vague « vint [...] prendre en son sein Tar-Míriel, la Reine plus pure que l'argent, l'ivoire ou les perles. » |

|  |  |  |  |                        |                        |                        |                        |                        |                        |  |  | Ar-Gimilzôr 2960-3177 |  |  |  |  |  |  |  |                       |                       |                       |                       |                       |                       |  |  |  |  |  |  |  |  |  |  |  |  |  |  |  |  |  |  |  |  |  |  |  |  |  |  |  |  |
|  |  |  |  |                        |                        |                        |                        |                        |                        |  |  |                       |  |  |  |  |  |  |  |                       |                       |                       |                       |                       |                       |  |  |  |  |  |  |  |  |  |  |  |  |  |  |  |  |  |  |  |  |  |  |  |  |  |  |  |  |
|  |  |  |  |                        |                        |                        |                        |                        |                        |  |  |                       |  |  |  |  |  |  |  |                       |                       |                       |                       |                       |                       |  |  |  |  |  |  |  |  |  |  |  |  |  |  |  |  |  |  |  |  |  |  |  |  |  |  |  |  |
|  |  |  |  | Tar-Palantír 3035-3255 | Tar-Palantír 3035-3255 | Tar-Palantír 3035-3255 | Tar-Palantír 3035-3255 | Tar-Palantír 3035-3255 | Tar-Palantír 3035-3255 |  |  |                       |  |  |  |  |  |  |  | Gimilkhâd 3044-3243   | Gimilkhâd 3044-3243   | Gimilkhâd 3044-3243   | Gimilkhâd 3044-3243   | Gimilkhâd 3044-3243   | Gimilkhâd 3044-3243   |  |  |  |  |  |  |  |  |  |  |  |  |  |  |  |  |  |  |  |  |  |  |  |  |  |  |  |  |
|  |  |  |  | Tar-Palantír 3035-3255 | Tar-Palantír 3035-3255 | Tar-Palantír 3035-3255 | Tar-Palantír 3035-3255 | Tar-Palantír 3035-3255 | Tar-Palantír 3035-3255 |  |  |                       |  |  |  |  |  |  |  | Gimilkhâd 3044-3243   | Gimilkhâd 3044-3243   | Gimilkhâd 3044-3243   | Gimilkhâd 3044-3243   | Gimilkhâd 3044-3243   | Gimilkhâd 3044-3243   |  |  |  |  |  |  |  |  |  |  |  |  |  |  |  |  |  |  |  |  |  |  |  |  |  |  |  |  |
|  |  |  |  | Tar-Míriel 3117-3319   | Tar-Míriel 3117-3319   | Tar-Míriel 3117-3319   | Tar-Míriel 3117-3319   | Tar-Míriel 3117-3319   | Tar-Míriel 3117-3319   |  |  |                       |  |  |  |  |  |  |  | Ar-Pharazôn 3118-3319 | Ar-Pharazôn 3118-3319 | Ar-Pharazôn 3118-3319 | Ar-Pharazôn 3118-3319 | Ar-Pharazôn 3118-3319 | Ar-Pharazôn 3118-3319 |  |  |  |  |  |  |  |  |  |  |  |  |  |  |  |  |  |  |  |  |  |  |  |  |  |  |  |  |
|  |  |  |  | Tar-Míriel 3117-3319   | Tar-Míriel 3117-3319   | Tar-Míriel 3117-3319   | Tar-Míriel 3117-3319   | Tar-Míriel 3117-3319   | Tar-Míriel 3117-3319   |  |  |                       |  |  |  |  |  |  |  | Ar-Pharazôn 3118-3319 | Ar-Pharazôn 3118-3319 | Ar-Pharazôn 3118-3319 | Ar-Pharazôn 3118-3319 | Ar-Pharazôn 3118-3319 | Ar-Pharazôn 3118-3319 |  |  |  |  |  |  |  |  |  |  |  |  |  |  |  |  |  |  |  |  |  |  |  |  |  |  |  |  |

## Sources
- « Akallabêth », Le Silmarillion
- « La lignée d'Elros », Contes et légendes inachevés, le Second Âge